# Cenobio de Valerón

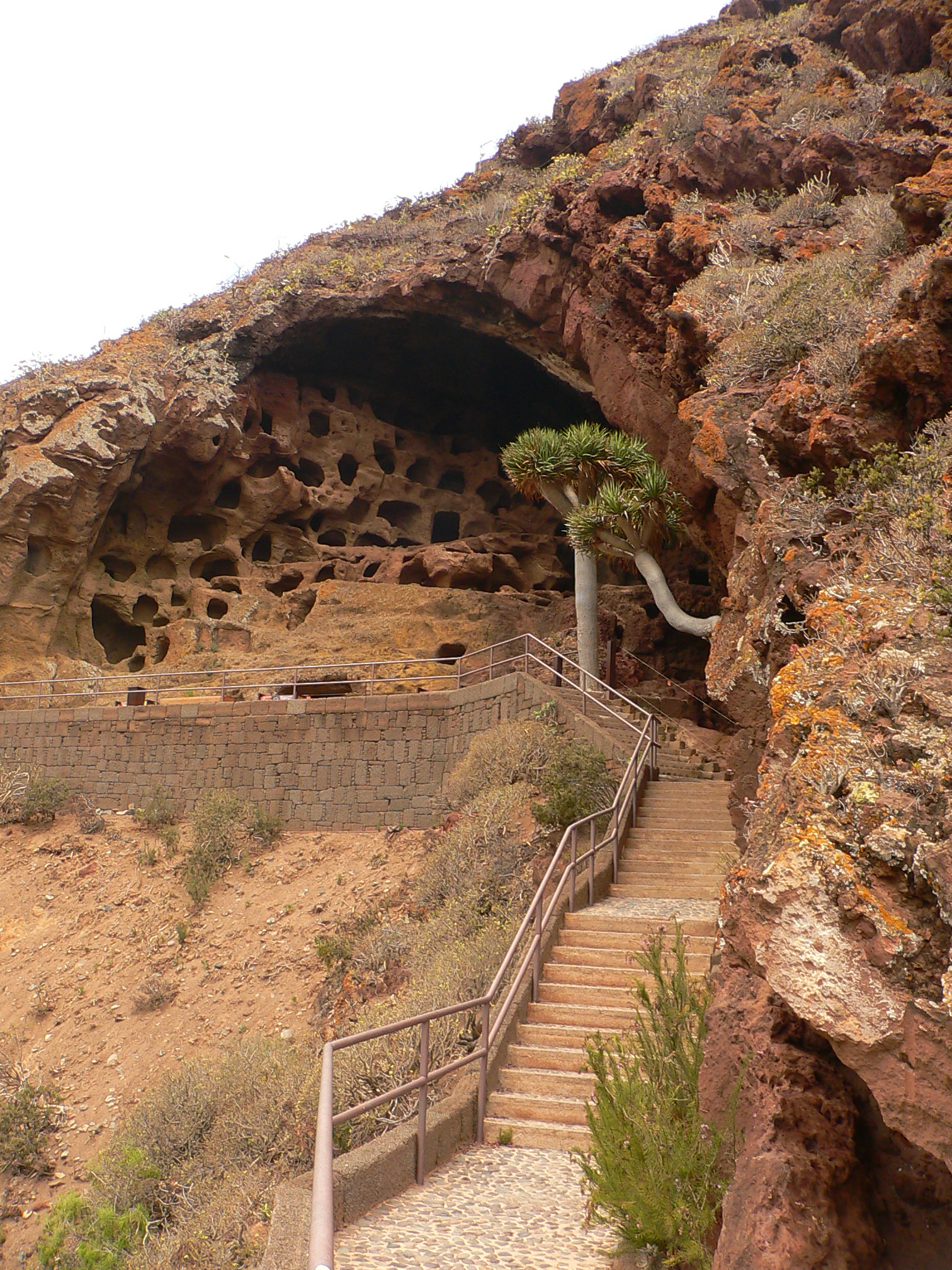
Vista general del Cenobio de Valerón.

El Cenobio de Valerón es un parque arqueológico situado en la isla de Gran Canaria —Canarias, España—, dentro del municipio de Santa María de Guía, en el barranco de Valerón. Se trata de un granero colectivo construido y usado por los aborígenes de la isla hasta la conquista europea de la misma a finales del siglo xv. Junto a la Cueva Pintada de Gáldar es uno de los yacimientos arqueológicos más emblemáticos de Gran Canaria.

## Origen del nombre
El nombre de cenobio se debe a la creencia romántica que existe en torno a que allí vivían una serie de sacerdotisas célibes llamadas harimaguadas, con las que se alojarían las jóvenes de clase noble hasta su casamiento. Dicha visión prevaleció hasta el siglo xx, cuando se reconoció su verdadera utilidad, notándose el parecido con otras estructuras de las isla y, sobre todo, con el Norte de África. Además, algunas de las crónicas mencionan la práctica de conservar los alimentos en silos ubicados en riscos de difícil acceso.
Los graneros norteafricanos o agadires suelen tener una zona común de almacenamiento, pudiendo estar custodiada por la comunidad a la que pertenece, cuyo uso y mantenimiento es de naturaleza individual.

## Descripción
Este granero colectivo está situado en la carretera GC-291, en el municipio de Santa María de Guía de Gran Canaria. Es un complejo sistema de cuevas en varios niveles: 298 compartimentos de capacidad entre uno y tres metros cuadrados, distribuidos en 8 pisos. Fueron excavados con herramientas de piedra y madera en la blanda toba volcánica en la montaña conocida como Montaña del Gallego. La fácil defensa del lugar, el abrigo natural ofrecido por un arco natural en la montaña, y las condiciones de temperatura y humedad lo hacían ideal para su uso.
Las cuevas o silos son de variadas formas y tamaños, comunicándose algunas entre sí, y se agrupan en varios niveles superpuestos. Existen aún los escalones excavados en la roca y se cree que estos serían suplementados con escalas o andamios y cuerdas, que no han dejado rastro arqueológico.
Las cuevas se cerraban con puertas de material desconocido, conservándose las marcas. Estas se cree que podrían haber sido de madera, lajas de piedra o bien materiales blandos como textiles o pieles. Los huecos de éstos, así como otras ranuras, se sellaban además con una argamasa cenicienta. Todo ello buscaba preservar las cosechas.
En el yacimiento se han encontrado ídolos, pintaderas, cerámicas, huesos humanos y cenizas, que se cree pertenecerían a los que custodiaban el granero.

## Historia e investigación del yacimiento
Uno de los aspectos más importantes a tener en cuenta es que se trata de un yacimiento espectacular compuesto por un grupo de silos, los cuales se encuentran en un lugar de difícil acceso. Algunos autores confirman que este yacimiento es parecido a los que existen en la zona alta de Marruecos, los cuales siguen utilizándose por los propios bereberes de la zona.
Muchos son los estudios llevados a cabo en este yacimiento debido a que, aparte de la gran estructura que contiene, también existen materiales arqueológicos de gran envergadura con los cuales se pueden obtener dataciones y así conocer el período de su utilización.
Las dataciones conformadas y llevadas a cabo en torno al año 2014 nos muestra un granero de gran pervivencia, pudiendo ser utilizado desde el siglo xiii hasta el xv, aunque otros autores mencionan un uso mucho mayor y más allá de la ocupación europea. Lo cierto es que estas dataciones también coinciden con las llevadas a cabo en otros graneros, pero más al sur de la isla, tales como Acusa o Guayadeque. Aun así, muchos de los materiales de la zona no están completos al ser descubiertos muchos de ellos en el siglo xix.
Estos aspectos son de vital relevancia si añadimos estos datos a la nueva historia de Canarias. Se habla de una serie de graneros que presentan la propia agricultura de las islas. De esta manera, la dieta de los antiguos canarios, según los objetos y materiales de los yacimientos arqueológicos-graneros, nos muestra una economía principalmente de autoabastecimiento, basada en la ganadería y la agricultura, sobre todo de cereales.

## Materiales arqueológicos
Entre los diversos materiales arqueológicos que presenta este gran silo del norte de Gran Canaria, nos encontramos con herramientas de piedra, las cuales pudieron haber sido utilizadas para tallar la madera, explotar los recursos vegetales o incluso, de herramienta para tallar la toba volcánica y crear de esta manera los silos. Además de ello, también fueron descubiertos molinos de piedra, con los cuales se pudieron haber molturado especies de vegetal de carácter doméstico, como el trigo o la cebada, elementos indispensables en la economía y dieta de los antiguos canarios.
Los restos encontrados en los silos, incluyendo un gran número de fragmentos y de cereal entero con marcas de corte sugieren que la cebada y el trigo fueron almacenados en espigas.
Gracias a los análisis tafonómicos de los propios materiales, además de su gran conservación dentro de los propios silos, se pueden documentar las especies halladas y a qué familia pertenecen, coincidiendo con las demás especies vegetales que aparecen en otros graneros colectivos de la isla de Gran Canaria.

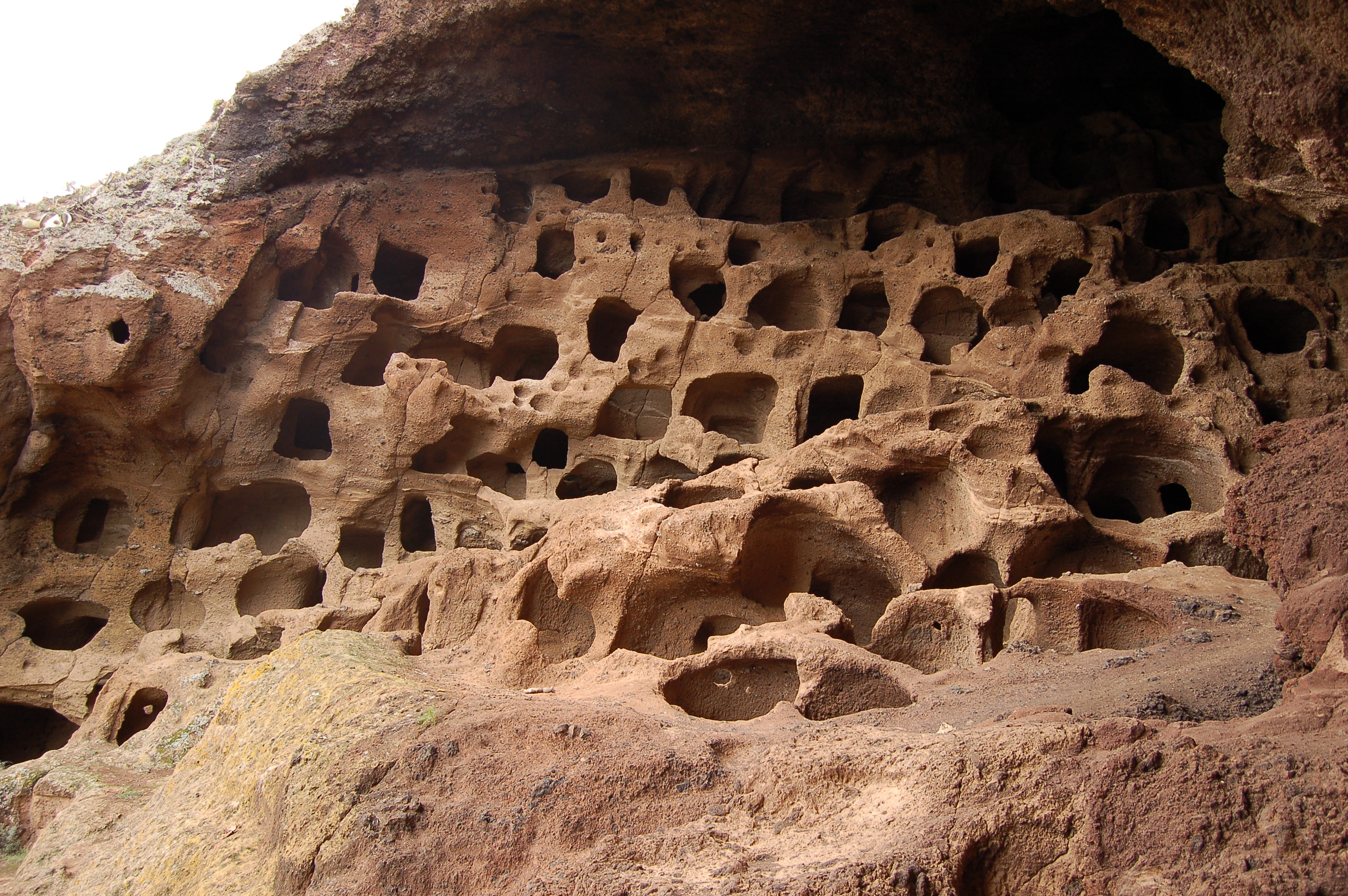
Estructura del yacimiento Cenobio de Valerón.

Desde tiempos remotos, lo más fascinante que se entendía para estudiar los graneros colectivos era la gran inmensidad y la organización socioespacial que presentan. Muchos de ellos pudieron estar compuestos por grandes silos dando una interpretación colectiva de la propia economía de Gran Canaria.
También fueron encontrados muchos otros elementos importantes, como las propias pintaderas. Se trata de unos pequeños objetos de diversas geometrías, las cuales fueron utilizadas, según las diferentes hipótesis, para marcar los graneros. Muchos de ellos fueron encontrados en los graneros prehispánicos, pero también en otros de la zona, como en la Cueva Pintada de Gáldar. El tamaño puede variar entre ambas, pero lo más discutido de ello es su uso. Hoy en día continúan surgiendo hipótesis sobre nuevos usos, como el estudio que lo relaciona con un método de representación de códigos adscrito a un lenguaje, que podrían haber ejercido de complemento a los grabados líbico-bereberes que se hablaba en el norte de África y en las Islas Canarias.
A su vez, este granero también se denomina la vivienda de las harimaguadas y el granero colectivo debían ser dos lugares distintos; de otra forma nunca habría existido la posibilidad de que las celdillas del cenobio estuvieran disponibles para almacenar las reservas alimentarias.

## Estructuras similares
Otras estructuras similares en la isla son:
- Cuevas del Rey y Roque Bentayga, en Tejeda.[2]
- Cuevas del Pósito, en Temisas, Agüimes.
- Cuevas Muchas, en el barranco de Guayadeque, Ingenio.
- Cuevas del Palomar, en Tabuco, Ingenio.[9]
- Cuevas del Draguillo, en El Gamonal, entre Telde e Ingenio.
- Cueva de la Audiencia, en el complejo de Cuatro Puertas, Telde.
- El Álamo y Cruz de la Esquina, en Acusa, Artenara.
- Birbique, en Roque Bermejo, Agaete.

## Protección
El Cenobio de Valerón fue declarado Monumento Histórico Artístico en 1978, por Real Decreto 2.756/78 de 14 de octubre. Debido a la ley en vigor, 16/85 de 25 de junio de Patrimonio Histórico Español, pasó a ser considerado un Bien de interés cultural, en la categoría de zona arqueológica.
El yacimiento pertenece al Ayuntamiento de Santa María de Guía, estando inscrito en el Inventario Municipal de Bienes Inmuebles, y en el Catastro de Bienes de Naturaleza Urbana.
Actualmente está abierto al público como parque arqueológico, incluido en la Red de Parques arqueológicos de Gran Canaria, compuesta por los conjuntos arqueológicos de la Necrópolis de Arteara, en Fataga, la necrópolis de El Maipés de Agaete, en Agaete, la Cañada de los Gatos, en Playa de Mogán, Roque Bentayga, en Tejeda, el barranco de Guayadeque, en Agüimes-Ingenio, el Museo y Parque Arqueológico Cueva Pintada, en Gáldar y Cuatro Puertas, en Telde.

## Conclusión
Los graneros son de vital importancia, puesto que la ubicación espacial nos habla de la importancia económica que existe dentro de la sociedad y la diversidad de productos que almacenaban. Existen hipótesis -gracias a los elementos arqueológicos que existen- sobre si muchos de estos silos pudieron estar tapados con una especie de puerta de madera y una serie de lajas de piedra para tapar estos depósitos y, de esta manera, guardar y proteger el lugar de los depredadores y personas externas a él.